# Волк (созвездие)
Волк (лат. Lupus) — созвездие южного полушария неба, расположенное между Центавром и Скорпионом. В России наблюдается частично в центральных и в южных районах, однако полная видимость — к югу от 35° северной широты. Самая яркая звезда созвездия — α Волка — имеет звёздную величину 2,3m; в пределах территории России эта звезда восходит лишь на юге Дагестана. Вторая по яркости звезда β Волка (её звёздная величина 2,68m) наблюдается южнее широты 46°52' (это примерно на полградуса севернее широты Астрахани); в Адлере эта звезда восходит примерно на 3,5°, а на юге Дагестана — примерно на 5,5°. Лучшие условия видимости в мае.
В созвездии Волка находятся шаровые звёздные скопления NGC 5824 и NGC 5986, рассеянные скопления NGC 5822 и NGC 5749, тёмная туманность B 228, планетарная туманность с горячей звездой типа Вольфа-Райе IC 4406, а также молодая звезда HD 142527 с объектом Хербига — Аро и протопланетным диском. В этом созвездии вспыхнула историческая сверхновая 1006 года (SN 1006).

## История
Древнее созвездие. Включено в каталог звёздного неба Клавдия Птолемея «Альмагест» под именем «Зверь». Ассоциировалось с Ликаоном, превращённым Зевсом за мерзость человеческого жертвоприношения и каннибализм в волка.